# Plagithmysus kraussi
Plagithmysus kraussi là một loài bọ cánh cứng trong họ Cerambycidae.